# Jonas Karlsson (ishockeyspelare född 1986)
Jonas Karlsson, född 14 februari 1986, är en svensk professionell ishockeyspelare som tidigare har spelat för bland annat Bofors IK och Örebro HK. Säsongen 2016/2017 var Jonas Karlssons sista säsong som aktiv ishockeyspelare.

## Klubbar
- Skåre BK (2003/2004–2005/2006)
- Bofors IK (2006/2007)
- Örebro HK  (2007/2008–2013/2014)
- Sparta Sarpsborg (2014/2015)
- Lindlövens IF  (2015/2016)
- BIK Karlskoga  (2015/2016–2016/2017)